# День сімейного торжества
День сімейного торжества (рос. День семейного торжества) — радянський художній фільм 1976 року, знятий на Свердловській кіностудії.

## Сюжет
Все своє нелегке життя Петро Савичев присвятив дітям. І ось тепер, коли діти виросли і роз'їхалися по країні, він дізнається, що смертельно хворий. Петро скликає їх нібито на сімейне торжество і, сидячи за святковим столом, в колі друзів і близьких, подумки аналізує як власне життя, так і непросту долю своїх дітей…

## У ролях
- Ігор Лєдогоров — Петро Петрович Савичев, фронтовик, глава сімейства
- Ніна Ургант — Дарина Степанівна, друга дружина Петра
- Борис Новиков — Федір Матвєєв, друг Петра ще з війни
- Геннадій Сайфулін — Віктор Петрович Савичев, старший син, випробувач вантажних автомобілів, автогонщик
- Валентина Малявіна — Ірина Петрівна Савичева, дочка, вчителька
- Юрій Сорокін — Валерій
- Маріанна Вертинська — Кіра, дружина Сергія
- Андрій Майоров — Сергій
- Юрій Пузирьов — лікар, друг Петра
- Юрій Васильєв — Микола Іванович Рокотов, тренер Віктора по автоспорту
- Анатолій Голик — Федя, голова цехкому
- Юрій Леонідов — Микола Іванович Широков
- Валентина Ушакова — Ольга, дружина Федора Матвєєва
- Петро Юрченков — епізод
- В'ячеслав Кириличев — епізод
- Іван Насонов — Ігор, лісоруб в бригаді Валерія Савічева
- Валерій Писарев — епізод
- Валентин Черятников — лісоруб
- Олег Петров — епізод
- Тамара Приходько — секретар
- Володимир Маренков — Василь Ілліч Степанов
- Павло Федосєєв — епізод
- Ігор Ліванов — Коля, купуючий кільце для нареченої
- Іван Косих — гість на торжестві
- Віталій Бєляков — таксист

## Знімальна група
- Режисер — Барас Халзанов
- Сценаристи — Володимир Валуцький, Віктор Рабинович
- Оператор — Ігор Лукшин
- Композитор — Вадим Біберган
- Художник — Борис Добровольський